# 陳其學
陳其學（1512年—1593年），字宗孟，號行菴，山東登州衛軍籍直隶寧國府宣城县人（今安徽宣州市）人，明朝政治人物。官至南京刑部尚書。卒諡恭靖。

## 生平
嘉靖十年（1531年）辛卯科山東鄉試第三名舉人。嘉靖二十三年（1544年）中式甲辰科三甲第五名進士。授行人，二十六年六月选授湖广道监察御史，曾彈劾錦衣陸炳倚勢擅專。嘉靖二十七年（1548年），巡按两淮盐法。
嘉靖二十九年（1550年）二月陞陕西按察司佥事，三十二年正月升榆林道右参议，历官肃州兵备副使、左参政。嘉靖四十年（1561年）闰五月升山西按察使，七月擢都察院右佥都御史、巡抚大同。嘉靖四十二年（1563年）五月，升右副都御史，巡抚陕西。嘉靖四十四年（1565年）四月，改任总督南京粮储右副都御史。次年三月升户部右侍郎，四月升兵部左侍郎总督陕西三边军务，任內平定丘富叛變。四十五年十月以三年考满，升都察院右都御史兼兵部左侍郎、总督如故。隆慶元年（1567年）四月罢职回籍。同年冬起復总督宣大山西都御史，四年正月为都给事中张卤所奏，令回籍听用。五月以原职提督神机营，十月官至南京刑部尚書，五年八月致仕歸鄉。萬曆二十一年卒，年八十二，諡恭靖。

## 家族
先祖陈迪，吏部尚书，在靖难之役后为朱允炆殉难。曾祖陳安，七品散官；祖父陳善，贈禮科給事中；父陳鼎，號大竹，應天府府尹。前母王氏；母王氏；繼母王氏。慈侍下。兄其可、其愚（贡士）。弟其立、其居。一子陳人登，隆庆四年庚午科举人，官真定府枣强县知县。孙陳夢珫，天啓进士，吏部郎中；梦玮，知县。